# Département (collectivité territoriale française)
Cet article concerne le département en tant que collectivité territoriale. Pour les autres sens (division territoriale, circonscription administrative, circonscription législative), voir Département français.
Pour les articles homonymes, voir Département (homonymie).
En France, le département est, en vertu de l'article 72 de la Constitution, une collectivité territoriale, c'est-à-dire une personne morale de droit public différente de l'État, investie d'une mission d'intérêt général concernant le département, compris en tant que territoire. À ce titre, elle possède une personnalité juridique, des compétences et une liberté d'administration.
Depuis les lois de décentralisation de 1982 qui ont transféré aux collectivités territoriales un certain nombre de prérogatives relevant jusqu'alors de l'État, les départements se sont vus doter de pouvoirs et de compétences étendus qui touchent à de nombreux aspects de la vie quotidienne des citoyens. Les conseils départementaux, assemblées délibérantes des départements, décident sur toute affaire d’intérêt départemental entrant dans le cadre des compétences dévolues par la loi. Le président du conseil départemental est l'exécutif départemental et est chargé de mettre en œuvre ces décisions. Il dispose à cet effet de moyens financiers, juridiques et humains. L'action des départements est contrôlée a posteriori par l'État.
L'acte III de la décentralisation engagé en 2013 vise à redéfinir l'organisation territoriale de la République. Les compétences des différentes collectivités territoriales sont redistribuées dans le but d'une meilleurs lisibilité et un moindre coût final pour l'usager.

## Identité du département
Les éléments caractérisant l'identité d'une collectivité territoriale sont : un nom, un territoire et une population.

### Nom
À l'instar de toute autre collectivité, chaque département est d'abord défini par un nom. Lors de leur création, les départements sont principalement nommés non pas d'après des critères historiques, pour ne pas rappeler le découpage en provinces de l'Ancien Régime, mais surtout d'après des critères géographiques. Différents changements de noms sont ensuite intervenus au cours des siècles, comme la Charente-Inférieure en  Charente-Maritime en 1941, la Seine-Inférieure en Seine-Maritime en 1955, la Loire-Inférieure en Loire-Atlantique en 1957, les Basses-Pyrénées en  Pyrénées-Atlantiques en 1969, les Basses-Alpes en  Alpes-de-Haute-Provence en 1970.
Depuis la décentralisation de 1982, les changements de nom sont encadrés par la loi. En vertu de l'article L3111-1 du CGCT, le changement de nom d'un département est décidé par décret en Conseil d'État sur la demande du conseil départemental. 
Le nom est de plus en plus souvent perçu comme attribut objectif d'un territoire, dont il est supposé renvoyer une image à l'extérieur. Le nom participe ainsi à l’attractivité dudit territoire et constitue dès lors une variable déterminante du développement territorial. Il peut et doit être changé si, au lieu d’attirer, il fait fuir ou même s'il indiffère. La décentralisation a accentué les phénomènes de concurrence entre territoires, et cela à de multiples échelles, depuis la concurrence régionale entre villes moyennes jusqu’à la concurrence européenne entre métropoles ou entre régions, en passant bien sûr par la concurrence nationale entre grandes villes et bien entendu entre départements. Depuis 1982 un seul département a changé de nom : les Côtes-du-Nord sont devenues les Côtes-d'Armor le 27 février 1990.
Dans la même logique d'autres départements ont tenté, sans succès, des changements de noms. En 2001, le Comité départemental du tourisme d'Ille-et-Vilaine décide lors de son assemblée générale annuelle d'ajouter à son nom le nom de « Haute Bretagne ». Ses responsables estimaient en effet que le nom de l'Ille-et-Vilaine ne permettait pas de bien identifier le département, ni surtout de le situer clairement en Bretagne. La démarche suscite de vives oppositions de la part de nombreux acteurs bretons arguant que le nom de Haute Bretagne, utilisé depuis le Moyen Âge et attesté pour la première fois sur une carte de Bretagne de 1582 désigne toute la moitié orientale de la Bretagne, c'est-à-dire la partie de langue romane par rapport à la Basse Bretagne, celle où l'on a parlé breton durant plus de mille ans. 
En 2003, le président du conseil général de Saône-et-Loire propose de renommer le département en « Bourgogne-du-Sud ». Les arguments avancés étaient le manque de notoriété du nom Saône-et-Loire, la confusion induite avec les Châteaux de la Loire, opposés à la notoriété internationale de la Bourgogne et le caractère accrocheur de sud, évoquant l'influence méditerranéenne qui remonte jusqu'au département. La démarche n'aboutit pas.
En 2005, le conseil général de l'Ariège envisage de changer le nom du département en « Ariège-Pyrénées », arguant que l'Ariège est, avec la Haute-Garonne, le seul département limitrophe à ne pas accoler le nom de Pyrénées à celui du département
,. La démarche n'aboutit pas, mais en 2008 le club Ariège Pyrénées Investissement poursuit encore cette quête, soutenant que l’Ariège réunit sur son territoire le plus grand nombre de hauts sommets et que sa surface de montage est la plus imposante des départements de toute la chaîne.

### Gentilés
Parallèlement au nom, le gentilé, dénomination pour le nom des habitants d'un territoire, est aussi un marqueur d'identité pour ce territoire. Or plusieurs départements n’ont pas encore de gentilés (Ain, Cher, Loiret, etc.). La tendance à dériver coûte que coûte un gentilé aboutit parfois à des créations surprenantes (Rolivalois pour Val de Reuil, Cadurciens pour les habitants de Cahors, Spinaliens pour les habitants d’Épinal, Ruthénois pour les habitants de Rodez, etc.). Ainsi certains départements ont souhaité engager des démarches de choix de gentilés par consultation de la population, pour une meilleure appropriation, du nom mais aussi du territoire. C'est le cas de la Seine-Maritime pour laquelle le président du conseil général engage en 2005, à l’occasion des cinquante ans de la redénomination de ce département, une démarche de dénomination des habitants du département lors de la cérémonie des vœux de début d’année. 614 propositions de gentilés sont recueillies, dont certaines relativement farfelues. Parmi les propositions morphologiquement admissibles figuraient seine-maritimais, seinais-maritimais, séquano-marins, seinemaritimais, mariseinois, etc. Le gentilé proposé de façon la plus récurrente a été Normands (73 occurrences, devançant nettement les 26 occurrences de Seinomarin). Le conseil général qui était à la recherche d’un nom nouveau n’a pas tenu compte de cette expression majoritaire de la population et a retenu officiellement le gentilé "seinomarin".
En janvier 2012, au terme d'une consultation populaire organisée sous l'égide du conseil général similaire à celle de Seine-et-Marne, les habitants de la Somme choisissent de s'appeler les Samariens, une dénomination choisie parmi près de 600 propositions.
En 2013, le conseil général d’Ille-et-Vilaine réunit un « comité d'experts » sous la houlette du publicitaire Jacques Delanoë, également à l'origine du nom des Côtes-d'Armor. Les élus se décident au terme d'une réunion pour le nom « Bretilliens »,. Le coût de la procédure et ses nombreuses irrégularités sont épinglés.
Cette même année 2013, le Conseil général du Loiret engage une démarche participative en ouvrant un site destiné au choix du gentilé. Parmi 1800 propositions, trois se dégagent et le choix se porte sur loirétain, devant loiréanais et ligéritain. Une charte d'usage est signée avec les médias locaux pour l'emploi de ce nouveau terme,.

### Territoire
Outre le nom, chaque collectivité territoriale se définit par un territoire, elle est ainsi circonscrite par des limites géographiques. La modification du territoire d'une collectivité est cependant envisageable, elle fait intervenir le législateur s'il s'agit d'une région, ou le pouvoir réglementaire si cette modification concerne un département ou une commune. En vertu de l'article 72-1 alinéa 3 de la Constitution, les électeurs peuvent être consultés avant toute modification du périmètre de leur collectivité.

#### Changements de limites territoriales
En vertu de l'article L3111-1 du CGCT, dans sa rédaction antérieure à mai 2013, les limites territoriales des départements sont modifiées par la loi après consultation des conseils généraux intéressés, le Conseil d'État entendu. Toutefois, lorsque les conseils généraux sont d'accord sur les modifications envisagées, celles-ci sont décidées par décret en Conseil d'État qui se prononce dans un délai de six semaines à compter de sa saisine. À l’expiration de ce délai, son avis est réputé rendu. Sur ces bases un seul changement de territoires départementaux est opéré en France métropolitaine depuis 1982 : En 1997, la commune de Han-devant-Pierrepont est transférée de la Meuse à la Meurthe-et-Moselle,.

#### Département de Guadeloupe: détachement en 2007 des îles de Saint-Martin et de Saint-Barthélemy
Le détachement des îles de Saint-Martin et de Saint-Barthélemy du département de la Guadeloupe constitue un autre cas de changement de territoire, mais spécifique puisque les parties détachées ne migrent pas vers un autre département, mais constituent une autre collectivité. Par deux délibérations en date du 28 octobre 1996 et du 29 janvier 1998, le Conseil général de la Guadeloupe avait déjà donné un avis favorable à l’évolution de Saint-Barthélemy vers un statut spécifique. Mais c'est la révision constitutionnelle du 28 mars 2003 qui ouvre la voie à la procédure de changement statutaire de ces îles, dont l’un des préalables est la consultation des électeurs des deux entités .
L'article 72-4 alinéa 2 prévoit que le changement de statut peut avoir pour origine soit une proposition conjointe des assemblées, soit le gouvernement qui peut, pendant la durée des sessions de l'assemblée compétente, proposer le changement de statut et doit faire alors devant chaque assemblée une déclaration suivie d’un débat. Pour Saint-Martin et Saint- Barthélemy, la volonté a d'abord émané des élus locaux avant la réunion du Congrès en Guadeloupe. Sur ce fondement, le conseil municipal de Saint-Martin le 31 juillet et celui de Saint Barthélemy adoptent le 8 août 2003 un document d’orientation sur l’évolution statutaire de leur île. Les deux référendums concernant Saint-Martin et Saint-Barthélemy se déroulent le 7 décembre 2003. Les électeurs de Saint Barthélemy approuvent le changement à 95,51 % avec un taux de participation de 78,71 % des inscrits, les électeurs de Saint-Martin approuvent quant à eux le changement à 76,17 % avec un taux de participation de 44,18 % des inscrits.
Toutefois, saisi du sujet, le Conseil d'État précise en 2004 que Saint-Martin et Saint-Barthélemy « sont toujours rattachées au département de la Guadeloupe dès lors que la loi organique prévue par l’article 72-4 pour un tel changement n’est pas intervenue ». Deux lois organiques dont le projet est déposé le 18 octobre 2006 sont promulguées le 21 février 2007,. La création de ces deux collectivités est effective depuis le 15 juillet 2007, date de la première réunion des deux conseils territoriaux nouvellement élus,. Le nouveau découpage territorial de la Guadeloupe devient lui-même effectif à compter de cette date.

#### Département du Rhône: détachement en 2015 des communes de la métropole de Lyon
La loi du 27 janvier 2014 de modernisation de l’action publique territoriale et d'affirmation des métropoles a prévu la création, à compter du 1er janvier 2015, de la métropole de Lyon, collectivité territoriale à statut particulier appelée à se substituer à la communauté urbaine de Lyon et, dans les limites territoriales précédemment reconnues à celle-ci, au département du Rhône. En conséquence, le département du Rhône qui comportait 54 cantons, dont 31 entièrement inclus
dans le futur territoire de la métropole de Lyon, ne comporte plus que 27 cantons après application de cette loi, qui sont eux-mêmes ramenés à 13 en décembre 2015, après application du redécoupage cantonal résultant de la loi du 17 mai 2013.

#### Regroupement de départements
La loi du 16 décembre 2010 de réforme des collectivités territoriales  a introduit plusieurs dispositions concernant les changements de limites territoriales des départements pris dans leur ensemble. Par les articles 12 et 13 du projet de loi, le gouvernement souhaite « faciliter et non imposer des regroupements entre régions ou entre départements ». L'article 12 met en particulier fin à un vide juridique sur le regroupement des départements. En effet, s'il existait jusqu'alors des dispositions sur le regroupement des régions, il n'y en avait pas pour les départements. Les conditions retenues sont toutefois très strictes. La condition primordiale, prévue par l'article L. 3114-1 du code général des collectivités territoriales, est que les départements concernés doivent être contigus et rattachés à la même région. Le processus comprend ensuite trois étapes :
- pour pouvoir être prise en compte par l'État, les deux départements doivent produire des délibérations concordantes adoptées à la majorité des trois cinquièmes des suffrages exprimés[35], la demande de regroupement de départements étant inscrite à l'ordre du jour du conseil général à l'initiative d'au moins 10 % de ses membres.  Pour des départements de montagnes, l'avis du comité de massif doit être demandé ;
- le regroupement des départements est enfin décidé par le Gouvernement par décret en Conseil d’État, celui-ci disposant d’un pouvoir d’appréciation.

Le projet devait également être soumis à l'avis de la population et recueillir l'accord de la majorité absolue des suffrages exprimés, représentant au moins le quart des électeurs inscrits, les résultats étant appréciés département par département. Cette condition a toutefois été supprimée en 2015. 
Cette procédure a été suivie par les départements du Bas-Rhin et du Haut-Rhin, qui ont adopté des délibérations concordantes suivies de la publication d'un décret en Conseil d'État. Le 1er janvier 2021, ces deux départements ont fusionné pour former la collectivité européenne d'Alsace, dotée des compétences des départements ainsi que de compétences additionnelles, en application de la loi du 2 août 2019.

#### Transfert d'un département d'une région à une autre région
La loi de 2010 introduit un nouvel article au CGCT (Article L4122-1-1) concernant le transfert d'un département d'une région à une autre, autrement appelé "droit d'option" : Un département et deux régions contiguës peuvent demander, par délibérations concordantes de leurs assemblées délibérantes, une modification des limites régionales visant à inclure le département dans le territoire d'une région qui lui est limitrophe. Le processus est identique au cas du rapprochement de deux départements, si ce n'est qu'ici les délibérations concernent le département et les deux régions concernées. Cette disposition permettrait de résoudre la question du rattachement de la Loire-Atlantique à la région Bretagne.

#### Fusions de départements et d'une région
Une région et les départements qui la composent peuvent, par délibérations concordantes de leurs assemblées délibérantes, demander à fusionner en une unique collectivité territoriale exerçant leurs compétences respectives (article L4124-1 du CGCT). Le processus est identique à celui du rapprochement de deux départements.
Une telle démarche a été engagée en 2013 pour la fusion des départements du Haut-Rhin et du Bas-Rhin avec la région Alsace pour former la collectivité territoriale d'Alsace. Le référendum a lieu le 7 avril 2013 mais le projet est rejeté par une majorité d'électeurs (55,74 %) dans le Haut-Rhin, à la surprise de certains analystes et de la presse locale, laquelle un mois avant le scrutin produisait un sondage estimant que 71 % des électeurs haut-rhinois étaient en faveur du oui. Dans le Bas-Rhin, le « oui » est majoritaire mais ne concerne que 22,90 % des inscrits. Les conditions nécessaires à l'approbation du projet ne sont donc pas remplies.
Le processus est toutefois relancé à l'initiative des assemblées du territoire : ce projet aboutit à l'adoption de la loi du 2 août 2019 relative aux compétences de la Collectivité européenne d'Alsace, qui fusionne les deux départements sans attribuer à la collectivité résultante les compétences de la région. La nouvelle collectivité a été installée le 1er janvier 2021.

### Population
La population est le dernier élément constitutif de la carte d'identité d'une collectivité territoriale, le nombre d'habitants étant en effet un déterminant important s'agissant des règles applicables en matière financière, fiscale ou encore en matière électorale, tout du moins en ce qui concerne les communes.

## Organe délibérant: le conseil départemental
Chaque collectivité territoriale est dotée d’un organe délibérant et d’un organe exécutif. Le conseil départemental, dénommé « conseil général » antérieurement à 2015, est l'assemblée délibérante du département, élue au suffrage universel direct par les électeurs du département (art. L3211-1 du CGCT). La loi no 2013-403 du 17 mai 2013 relative à l'élection des conseillers départementaux, des conseillers municipaux et des conseillers communautaires, et modifiant le calendrier électoral s'appliquant à compter des élections de mars 2015 a en effet changé la terminologie « conseil général » en « conseil départemental ». Ses élus, appelés « conseillers départementaux » (« conseillers généraux » avant mars 2015), ont pour mission d'élaborer et de voter les délibérations du conseil départemental qui engageront l'avenir du département dans de nombreux domaines.

### Composition

#### Effectifs
Jusqu'à la loi organique du 17 mai 2013, le conseil général d'un département disposait d'autant de conseillers qu'il y avait de cantons dans le département. L'article L. 191 du Code électoral prévoyait, en effet, que « chaque canton du département élit un membre du conseil général ». Avec l'adoption de la loi no 2013-402 du 17 mai 2013, qui est appliquée à partir des élections départementales de 2015, la rédaction de l'article L. 191 est la suivante : « Les électeurs de chaque canton du département élisent au conseil départemental deux membres de sexe différent, qui se présenteront en binôme de candidats dont les noms sont ordonnés dans l'ordre alphabétique sur tout bulletin de vote imprimé à l'occasion des élections ». Ainsi, avec l'entrée en vigueur de ce texte en 2015, chaque canton doit désigner deux membres du conseil départemental et non plus un seul. Dès lors, pour ne pas multiplier par deux le nombre d'élus départementaux, le législateur a procédé à un nouveau découpage des cantons afin de diviser leur nombre par moitié. Il existe toutefois un seuil-plancher, la nouvelle rédaction de l'article L. 191-1 du Code électoral prévoit que :
- le nombre de cantons dans les départements ayant plus de 500 000 habitants ne peut être inférieur à 17 ;
- dans les départements ayant entre 150 000 et 500 000 habitants, le nombre de cantons ne peut être inférieur à 13.

Le redécoupage des cantons consécutif à la réforme de 2013 conduit à une réduction du nombre de cantons qui passe de 4 055 à 2 074 (dont les 20 arrondissements de Paris qui font office de cantons), les cantons de Martinique et de Guyane disparaissant à la suite de la transformation de ces collectivités en collectivités uniques. Le nombre total d'élus représentant les collectivités passe ainsi de 4 035 conseillers généraux à 4 108 conseillers départementaux (ou de 4 055 à 4 128 si les conseillers de Paris sont pris en compte).
| Départements ou assimilés | Nombre de cantons | Nombre de cantons | Nombre de conseillers généraux / départementaux | Nombre de conseillers généraux / départementaux |
| Départements ou assimilés | En 2014           | Après mars 2015   | En 2014                                         | Après mars 2015                                 |
| ------------------------- | ----------------- | ----------------- | ----------------------------------------------- | ----------------------------------------------- |
| Métropole (hors Paris)    | 3 863             | 1 995             | 3 863                                           | 3 990                                           |
| Paris                     | 20                | 20                | 20                                              | 20                                              |
| Guadeloupe                | 40                | 21                | 40                                              | 42                                              |
| La Réunion                | 49                | 25                | 49                                              | 50                                              |
| Mayotte                   | 19                | 13                | 19                                              | 26                                              |
| Martinique                | 45                | -                 | 45                                              | -                                               |
| Guyane                    | 19                | -                 | 19                                              | -                                               |
| Total                     | 4 055             | 2 074             | 4 055                                           | 4 128                                           |

#### Taux de féminisation

Évolution du taux de féminisation dans les élections locales en France.

Les conseils généraux étaient les assemblées élues les moins féminisées de France. Le taux de féminisation avant la réforme de 2013 était encore relativement faible, même s'il avait progressé ces dernières années puisqu'il était de 3,5 % en 1985 (132 femmes sur 3 810 conseillers),  de 10,9 % à l'issue des élections de mars 2004 et de 16,3 % en 2014 , et ceci malgré la loi constitutionnelle du 8 juillet 1999 qui a modifié l'article 3 de la Constitution pour prévoir que la loi « favorise l'égal accès des femmes et des hommes aux mandats électoraux et aux fonctions électives ».
À l'issue du renouvellement de 2004, les femmes composaient au moins 20 % des effectifs des conseils généraux dans seulement six départements : le Finistère (27,8 %), le Territoire de Belfort et les Hauts-de-Seine (26,7 %), la Sarthe (26,0 %), le Rhône (20,4 %) et les Landes (20,0 %). Dix-huit départements ne comptaient qu'une seule conseillère générale et deux n'en avaient aucune, la Haute-Corse et l'Ardèche. Quelques départements avaient néanmoins connu une progression sensible du nombre de leurs conseillères générales, tels que les Landes (+ 10 points), la Haute-Saône (+ 9,4) ou encore le Finistère (+ 9,3).
La représentation féminine, bien qu'en augmentation par rapport à la période antérieure, est donc très faible. Cette situation résulte, pour partie, du mode de scrutin majoritaire qui apparaît peu compatible avec la mise en œuvre d'obligations paritaires. Si on peut se féliciter de la progression, au cours de la dernière décennie, du nombre de femmes élues conseiller général, force est de constater que leur nombre demeure encore modeste. C'est pourquoi l'article 4 de la loi du 31 janvier 2007 a institué des suppléants des conseillers généraux, de sexe opposé. L'objectif de cette disposition était de favoriser l'émergence d'un « vivier » de femmes dans les conseils généraux, « tout en alliant simplicité et respect d'un mode de scrutin garant de la proximité entre les électeurs et leur conseiller général et adapté pour la constitution d'une majorité stable de gestion au conseil général. ». Elle s’est appliquée pour la première fois lors des élections municipales de mars 2008. Le taux de féminisation s'établit alors à 13,1 % en 2008 et à 14 % lors des élections suivantes de 2011.

### Dissolution
Le gouvernement peut décider de prononcer la dissolution d'un conseil départemental lorsque son fonctionnement se révèle impossible. Elle est opérée par décret motivé pris en conseil des ministres et le gouvernement doit en informer le Parlement dans le délai le plus bref. Dans ce cas, le président du conseil est chargé de l'expédition des affaires courantes. Ses décisions ne sont exécutoires qu'avec l'accord du représentant de l'État dans le département. Il est procédé à la réélection du conseil départemental dans un délai de deux mois. Toutefois aucune dissolution n'a été prononcée depuis 1982.

### Le conseiller départemental

#### Fonction
Le conseiller départemental représente les citoyens du département au sein de l'assemblée départementale, étant à la fois le porte-parole de son canton et représentant également la totalité du Département lorsqu'il approuve en séance plénière les orientations du conseil départemental, ou lorsque celui-ci le délègue auprès d'organismes extérieurs. Il se partage entre les travaux en commission et les réunions en séance publique. Au sein des commissions, il participe à l'élaboration des projets généraux sur lesquels le conseil délibère en séance. Les conseillers départementaux sont soumis aux principes généraux régissant les incompatibilités et les inéligibilités pour les élections locales.

#### Nombre et portrait

Comparaison des âges des élus des différents assemblées locales en France en 2014.

Au 1er février 2014, le nombre de conseillers généraux était de 4 052, contre 1 880 conseillers régionaux et 36 756 maires. Le conseiller général est d'un âge moyen relativement élevé. Six conseillers sur dix avaient plus de 50 ans en 1985. Au 1er février 2014, 58,9 % avaient 60 ans ou plus (contre 31,9 % pour les conseillers régionaux), 38 % de 40 à 59 ans et seulement 3,1 % de moins de 40 ans. Ce trait s'explique, notamment, par la stabilité du mandat, le corps électoral étant moins versatile à l'égard de ses élus départementaux qu'à l'égard de ses élus nationaux.
Le conseiller général est de moins en moins le représentant du monde agricole (386 agriculteurs après 1985). En 1992, les enseignants (397) et les pensionnés et retraités civils (395) étaient les plus nombreux. En 2014 ce sont les cadres et professions intellectuelles supérieures qui sont le plus représentées (32,3 %), suivis des retraités (29,9 %).

#### Conditions d'éligibilité
Pour être élu, il faut avoir 18 ans révolus, être de nationalité française, être inscrit (ou justifier qu'on devrait l'être) sur une liste électorale, être domicilié dans le département ou bien, sans y être domicilié, être inscrit (ou justifier qu'on devrait l'être) au rôle d'une contribution directe au 1er janvier de l'année de l'élection ou avoir hérité depuis la même époque d'une propriété foncière dans le département.
Les personnes exerçant ou ayant exercé certaines professions ou fonctions ne peuvent être élus membres du conseil départemental : les préfets dans le département où ils exercent ou ont exercé leurs fonctions depuis moins de trois ans et dix-huit autres professions ou fonctions exercées depuis moins de six mois : les magistrats du siège et du parquet des cours d'appel, dans le ressort de leur juridiction, les membres des tribunaux administratifs ainsi que les magistrats et les secrétaires généraux des chambres régionales des comptes, les magistrats des tribunaux de grande instance et d'instance, les officiers des armées de terre, de mer et de l'air dans l'étendue de toute circonscription comprise dans le ressort où, dotés d'un commandement territorial, ils ont exercé leur autorité, certains fonctionnaires de police, les ingénieurs en chef, ingénieurs en chef adjoints et ingénieurs des ponts et chaussées, etc (article L195 du code électoral).

#### Durée du mandat
Les conseillers départementaux sont élus pour six ans. Jusqu'en 2015, ils étaient renouvelés par moitié tous les trois ans. Les élections ont lieu au mois de mars,. Depuis 2015, le renouvellement est intégral. Les conseillers départementaux sont indéfiniment rééligibles.

#### Condition matérielle du conseiller départemental
Il faut concilier simultanément deux exigences, le dévouement au bien public et la soustraction de l'élu aux nécessités matérielles. La première exigence est satisfaite par le principe de gratuité du mandat. Cela signifie que l'élu ne doit pas exercer un mandat en vue de s'enrichir, ce qui constituerait une perversion du système démocratique, ou être dépendant des puissances d'argent. Il doit donc être désintéressé. Mais la gratuité ne signifie pas que le département ne peut pas accorder d'aide financière à ses élus. La démocratie postule, au contraire, que ces derniers soient mis à l'abri du besoin et des tentations. Le système des indemnités a cet objet.
L'employeur est ainsi tenu de laisser à tout salarié de son entreprise membre d'un conseil départemental le temps nécessaire pour se rendre et participer aux séances plénières et différentes réunions ou commissions de ce conseil. Il n'est par contre pas tenu de payer comme temps de travail le temps passé par l'élu aux séances (article L3123-1 du CGCT). Indépendamment des autorisations d'absence dont ils bénéficient pour aller à ces réunions, les présidents et les membres des conseils départementaux ont droit à un crédit d'heures leur permettant de disposer du temps nécessaire à l'administration du département ou de l'organisme auprès duquel ils le représentent et à la préparation des réunions des instances où ils siègent (article L3123-1 du CGCT).
Les conseillers départementaux ont en outre droit à une indemnité. Les indemnités des élus locaux sont encadrées par la loi no 2002-276 du 27 février 2002 relative à la démocratie de proximité – articles 81 et 99 -  et par le décret du 7 juillet 2010. Les indemnités sont fixées par référence au montant du traitement correspondant à l'indice 1015 de la fonction publique et elles sont variables selon la taille du département. Depuis le 1er juillet 2010, elles sont :
| Population départementale            | % de l'IB 1015 | Indemnité mensuelle brute |
| ------------------------------------ | -------------- | ------------------------- |
| Moins de 250 000 habitants           | 40 %           | 1 520,59 €                |
| De 250 000 à 499 999 habitants       | 50 %           | 1 900,73 €                |
| De 500 000 à 999 999 habitants       | 60 %           | 2 280,88 €                |
| De 1 000 000 à 2 249 999 d'habitants | 65 %           | 2 470,95 €                |
| De plus de 2 250 000 habitants       | 70 %           | 2 661,03 €                |

### Mode de scrutin
Les modes de scrutin sont les formes particulières selon lesquelles s'exerce le vote en fonction du nombre de personnes à élire et de la technique de représentation. Le scrutin utilisé pour les élections au conseil général était jusqu'à la loi de mai 2013 un scrutin uninominal à deux tours, sur le modèle des élections présidentielles et législatives, un conseiller général étant élu par canton.
Ce mode de scrutin est ancien, il a été adopté sous la monarchie de Juillet. Il est la conséquence inévitable d'un autre choix, celui du canton : la loi du 22 juin 1833 déclare que le conseil général est composé d'autant de membres qu'il y a de cantons dans le département. Mais, à l'époque, tous les cantons ne sont pas représentés au conseil général. C'est sous la IIe République qu'est adopté le principe selon lequel « il sera élu un membre du conseil général dans chaque canton ». Lors de la discussion de la « charte départementale » de 1871, ce système fait l'unanimité et il n'a plus été remis en question jusqu'à la réforme de 2013 qui le transforme scrutin majoritaire binomial mixte. Selon la nouvelle rédaction de l'article L. 191 du code électoral, modifié par la loi du 17 mai 2013 : « Les électeurs de chaque canton du département élisent au conseil départemental deux membres de sexe différent, qui se présentent en binôme de candidats dont les noms sont ordonnés dans l'ordre alphabétique sur tout bulletin de vote imprimé à l'occasion de l'élection ». Ces nouvelles dispositions sont entrées en vigueur lors des élections départementales qui ont suivi la promulgation de la loi, en mars 2015.
Ce nouveau scrutin est binomial et non binominal, à savoir que les deux candidatures sont solidaires l'une de l'autre. C'est bien là qu'est l'innovation principale, non pas dans l'élection de deux élus mais dans leur solidarité devant le scrutin. L'élection de l'un entraîne obligatoirement l'élection de l'autre. Ce nouveau mode de scrutin binomial ne dispose d'aucun équivalent dans les scrutins électoraux applicables dans d'autres pays. En effet, les élections législatives du Chili, souvent citées en exemple, représentent un exemple de candidatures binominales mais pas binomiales : l'élection de l'un des candidats de la liste n'entraîne pas, ipso facto, celle du deuxième candidat.
Pour être élu au premier tour, il y a une double condition (qui est toujours en vigueur même après la réforme du 17 mai 2013) : il faut avoir obtenu la majorité absolue des suffrages exprimés représentant au moins le quart des inscrits. Si un second tour doit être organisé, seuls les candidats ayant obtenu au moins 12,5 % des voix des électeurs inscrits peuvent y participer (alors que le projet de loi prévoyait initialement de l’abaisser à 10 % des électeurs inscrits). Dans ce cas, la majorité relative suffit pour être élu. Une fois élus, les conseilleurs départementaux issus d’un même binôme exerceront leur mandat indépendamment. Par exemple, la vacance d’un seul des deux sièges du canton, survenant lorsque le suppléant n’est pas en mesure d’y pourvoir, n’entraînera pas la fin du mandat de l'autre membre du binôme. À propos de cette dernière hypothèse, le Conseil constitutionnel a censuré la disposition qui prévoyait de laisser le siège vacant jusqu’au prochain renouvellement général du conseil départemental. Le siège vacant sera pourvu grâce à l’organisation d’une élection départementale partielle, qui se déroulera alors au scrutin uninominal. Cette élection sera ouverte aux candidats des deux sexes,.

### Fonctionnement du conseil départemental

#### Règlement intérieur
L'assemblée départementale est dans l'obligation d'élaborer un règlement intérieur dans le mois suivant le renouvellement de l'assemblée (art. L. 3121-8 CGCT). Ce document a pour vocation de définir les règles de fonctionnement interne de l'assemblée départementale. Il peut, par exemple, prévoir des règles relatives au temps de parole des élus, sous réserve de ne pas méconnaître leur liberté d'expression. Le règlement intérieur peut également prévoir des dispositions autorisant l'organisation d'un débat avec le public sur les affaires de la commune, étant précisé que ce débat ne peut se conclure par une prise de décision. Certaines règles de fonctionnement, liées, par exemple, à la fréquence des réunions de l'assemblée locale, sont prévues par la loi, et le règlement intérieur ne peut déroger à ces dispositions. Par ailleurs, certains éléments doivent obligatoirement figurer dans le règlement intérieur comme les règles de présentation et d'examen des questions orales (art. L. 3121-20) ou les modalités d'application de la disposition selon laquelle les élus bénéficient d'un espace d'expression dans le bulletin du département (art. L. 4132-21-1 CGCT). Ainsi, il convient de ne pas surestimer l'étendue du pouvoir réglementaire confié aux collectivités territoriales dans l'adoption de leur règlement intérieur, nombre de dispositions étant, en effet, imposées par la loi.

#### Réunions
En principe, le conseil départemental, qui a son siège à « l'hôtel du département », se réunit à l'initiative de son Président au moins une fois par trimestre. Le président doit également réunir le conseil exceptionnellement sur proposition de la commission permanente ou à la demande du tiers de ses membres sur un ordre du jour déterminé, étant précisé qu'un même conseiller départemental ne peut présenter plus d'une demande de réunion par trimestre. Dans tous les cas, le lieu de réunion est choisi par la commission permanente. Le délai de convocation est de douze jours. Le délai n'est pas franc et il se calcule donc de jour à jour. La convocation doit être suffisamment précise et en particulier comporter la date, le lieu, l'heure et l'ordre du jour de la réunion. Elle doit également être accompagnée d'un rapport sur chacune des affaires devant être soumises au vote.
Les séances du conseil départemental sont publiques sauf si à la suite de la demande d'au moins cinq membres de l'assemblée ou du président, la majorité absolue des conseillers en décide autrement. Chaque séance fait l'objet d'un procès-verbal relatant son déroulement et le contenu des rapports. Elle peut même être retransmise par des moyens de communication audiovisuelle.

#### Commissions
Au sein de l'assemblée départementale, existent des commissions internes : la commission permanente dispose d'un pouvoir de décision dans certaines matières en raison d'une délégation émanant de l'assemblée et les commissions consultatives thématiques qui constituent un simple instrument d'information et d'aide à la prise de décision.
La commission permanente est un organe délibérant qui statue sur les sujets que l'assemblée locale lui a délégués, réserve faite des compétences ayant trait au budget qui sont exclues du champ de la délégation (art. L3211-2 du CGCT). La composition de cette commission peut, par ailleurs, être à l'origine d'une confusion avec l'assemblée délibérante : si elle doit en effet comprendre au minimum cinq membres, les textes ne fixent aucun plafond, de telle sorte que les membres de l'assemblée locale peuvent tous être membres de la commission permanente, hypothèse qui ne permet plus de distinguer l'une de l'autre même si elle reste rare en pratique. Les membres de la commission permanente sont élus au scrutin de liste, la loi no 2013-403 du 17 mai 2013 ayant par ailleurs introduit une obligation de parité puisque les listes doivent être composées alternativement d'hommes et de femmes. 
Une ou plusieurs commissions consultatives peuvent être créées afin de préparer les délibérations à adopter, a fortiori s'il s'agit de questions présentant un certain degré de technicité. Ces commissions sont constituées sur un sujet en particulier, par exemple l'urbanisme, l'environnement, les routes ou encore les finances de la collectivité. L'assemblée a aussi la possibilité de créer une mission d'information et d'évaluation sur toute question relevant de la compétence de la collectivité. Elle peut être créée afin de mener des investigations sur une question précise source de désaccords, ou afin d'évaluer un service public. Pour être créée, la mission doit être demandée par  1/5e des conseillers généraux (art. L3121-22-1 du CGCT). Cette mission doit remettre un rapport à l'assemblée aux termes de ses travaux, qui permettra d'éclairer l'ensemble des élus et le cas échéant, de prendre les décisions qui semblent s'imposer.

## Organe exécutif: le président, les vice-présidents et le bureau
L’organe exécutif a pour rôle de préparer et d’exécuter les délibérations. Il occupe en réalité une place centrale car il est le chef de l’administration locale. Cette fonction est attribuée au président du conseil départemental.

### Président

#### Élections
Le président du conseil départemental (président du conseil général antérieurement à 2015) est élu lors de la première réunion qui suit le renouvellement de l'assemblée. L'élection a lieu à la majorité absolue des membres du conseil pour une durée de 6 ans ; si cette condition de majorité n'est pas satisfaite à l'issue des deux premiers tours, la majorité relative suffit lors du troisième tour. Là encore, s'applique une prime à l'âge puisqu'en cas d'égalité entre deux candidats, c'est le plus âgé qui est déclaré élu. Pour l'élection, l'assemblée ne peut valablement délibérer si les deux tiers des conseillers au minimum ne sont pas présents. Dans l'hypothèse où le quorum ne serait pas atteint, une nouvelle réunion devra être organisée trois jours plus tard, sans condition de quorum cette fois-ci (art. L3122-1 du CGCT).  

#### Attributions
En tant que chef de l'exécutif du département, le président du conseil départemental a des attributions essentielles :
- il prépare, propose et exécute le budget du département. Il ordonnance les dépenses et prescrit l'exécution des recettes (art. L 3221-2 du CGCT) ;
- il veille à l'entrée en vigueur des délibérations de l'assemblée départementale en assurant leur publicité ainsi que leur transmission au préfet de département ;
- il gère le domaine du département (art. L. 3221-4 du CGCT) ;
- il prépare, négocie et, après « autorisation » du conseil, signe les contrats ;
- il représente le département en justice : avec l'autorisation du conseil départemental, il intente les actions au nom de la collectivité, et sur avis conforme de la commission permanente, il défend à toute action intentée contre la collectivité[80].

Depuis 2001, des délégations de compétences sont possibles (et fréquentes) dans plusieurs domaines importants :
- les marchés publics d'un montant inférieur à un seuil fixé par la loi (loi no 2001-1168 du 11 décembre 2001 portant mesures urgentes de réformes à caractère économique et financier) ;
- la gestion des emprunts destinés au financement des investissements départementaux (loi no 2002-276 du 27 février 2002 relative à la démocratie de proximité) ;
- les décisions portant dérogation à l'obligation de déposer les fonds du département auprès de l'État (loi de finances pour 2004 no 2003-1311 du 30 décembre 2003) ;
- l'exercice du droit de préemption dans les espaces naturels sensibles (loi no 2003-590 du 2 juillet 2003 dite « Urbanisme et Habitat »).

En outre, depuis la loi du 13 août 2004, le président peut subdéléguer ces délégations.

#### Pouvoirs de police
Le président du conseil départemental dispose d'attributions propres qu'il exerce en dehors de toute intervention de l'assemblée délibérante comme la direction des services départementaux. Il exerce en outre deux pouvoirs de police spéciale :
- les pouvoirs de police liés à la gestion du domaine départemental : avec la départementalisation récente d'une grande partie de la voirie routière nationale, on prend la mesure de cette mission. Le président est notamment responsable de la viabilité des voies publiques et de la sécurité des circulations.
- les pouvoirs de police des ports maritimes départementaux : conformément aux dispositions de la loi de décentralisation no 83-663 du 22 juillet 1983 sur les transferts de compétences, le président est chargé de la mise en application du droit en vigueur en matière de police de ces ports. Il peut aussi prendre des règlements particuliers (remorquage, chargement...) pour compléter la réglementation générale.

### Vice-président
Après avoir élu le président et les membres de la commission permanente, le conseil départemental procède à l'élection des vice-présidents au scrutin de liste, en respectant une obligation de parité appréciée sur l'ensemble de la liste (l'écart entre le nombre de candidats de chaque sexe ne peut être supérieur à un)(article L. 3122-5 du CGCT). Cette obligation, tout comme le scrutin de liste, ont été mis en place par la loi du 17 mai 2013. Auparavant, les textes prévoyaient un scrutin uninominal ne laissant guère de place à la parité. Pour les deux premiers tours de l'élection, la majorité absolue est exigée, mais si un troisième tour doit être organisé, la majorité relative suffit.

### Bureau
Le président, les vice-présidents et les membres de la commission permanente qui ont reçu une délégation de pouvoir de la part du président forment le bureau. Cette instance est chargée d'organiser l'action de l'exécutif, mais elle ne dispose d'aucune compétence délibérative (art. L.3122-8 CGCT).

### Taux de féminisation
Les conseils généraux étant faiblement féminisés, il n'est guère étonnant que cette situation se retrouve au niveau de l'exécutif des assemblées départementales. En 2005, la situation était la suivante :
| Nombre de présidents | Nombre de femmes présidents | % femmes | Nombre de vice-présidents | Nombre de femmes vice-présidents | % femmes | Nombre de conseillers généraux | Nombre de femmes conseillers généraux | % femmes |
| -------------------- | --------------------------- | -------- | ------------------------- | -------------------------------- | -------- | ------------------------------ | ------------------------------------- | -------- |
| 99                   | 3                           | 3,0      | 1 066                     | 129                              | 12,1     | 4 015                          | 415                                   | 10,3     |

En 2005, les femmes, qui représentent 10,3 % de l'ensemble des conseillers généraux, sont 12,1 % à exercer la fonction de vice-présidente et trois seulement sont présidentes sur les 99 départements français : le Calvados (Mme Anne d'Ornano), la Haute-Vienne (Mme Marie-Françoise Pérol-Dumont) et la Réunion (Mme Nassimah Dindar). 41 départements comptaient une part de femmes vice-présidentes supérieure à la moyenne de 12,1 %. Le Territoire de Belfort est le département dont l'exécutif est le plus féminisé (50,0 %), suivi du Finistère (41,7 %) et de l'Eure (40,0 %). 27 départements n'ont aucune vice-présidente. Certains départements comptant une proportion de femmes supérieure à la moyenne sont caractérisés par une sous-représentation des femmes au sein de leur exécutif. Tel est le cas des Hauts-de-Seine (26,7 % de conseillères générales, mais 15,4 % de femmes dans l'exécutif), le Rhône (respectivement 20,4 % et 13,3 %) et la Sarthe (25,0 % et 18,2 %).
En avril 2014, le nombre de femmes présidentes de conseils généraux s'élève à cinq : Hermeline Malherbe-Laurent (Pyrénées-Orientales), Danielle Chuzeville (Rhône), Josette Manin (Martinique), Nassimah Dindar  (La Réunion) et Anne Hidalgo, présidente du  Conseil de Paris depuis avril 2014.

## Domaines de compétences
Le principe de libre administration des collectivités territoriales, énoncé à l'article 72 de la Constitution, suppose que celles-ci s'administrent par des conseils élus dotés d'attributions effectives et disposant d'un pouvoir de décision dans le cadre de compétences qui leur sont confiées. 

### Compétences facultatives
Jusqu'à l'intervention de la loi de 2015, le département comme d'autres collectivités territoriales, était en mesure de développer des interventions facultatives en se fondant sur la clause générale de compétence et sur la notion d'intérêt public local. 
C'est la loi du 2 mars 1982 qui avait doté le département d’une clause générale de compétence : « le Conseil général règle, par ses délibérations, les affaires du département ». En vertu de cette clause, les départements pouvaient intervenir dans tous les domaines présentant un intérêt public à l'échelon du territoire départemental même si cette intervention n'était pas expressément prévue par un texte, sous réserve néanmoins, de ne pas empiéter sur les compétences réservées exclusivement à d'autres personnes publiques. Les compétences exercées dans ce cadre étaient facultatives. Cette clause de compétence générale a été supprimée par l'article 73 de la loi de réforme des collectivités territoriales du 16 décembre 2010, avec effet au 1er janvier 2015, puis réintroduite par l'article 1 de la loi de modernisation de l'action publique territoriale et d'affirmation des métropoles du 27 janvier 2014. 
Elle a été à nouveau supprimée et des compétences spécifiques et exclusives sont désormais confiées par la loi à chaque niveau de collectivité dans le cadre de la loi portant nouvelle organisation territoriale de la République promulguée le 7 août 2015.

### Compétences d'attribution
Les principaux domaines de compétences sont imposés par la loi par le biais des transferts de compétences réalisés dans le cadre de la décentralisation. On parle alors de compétences d'attribution dans la mesure où elles sont expressément attribuées aux collectivités par un texte. Parmi celles-ci existent celles qui sont obligatoires et donc communes à tous les départements (action sociale, construction entretien et gestion des collèges, voirie départementale, etc.) et celles qui sont optionnelles, à savoir que seuls certains départements peuvent les exercer s'ils en expriment la demande, soit dans un cadre défini, soit dans le cadre d'une expérimentation. Les principaux blocs de compétences attribués historiquement aux départements sont les suivants:

#### Action sanitaire et sociale

Dépenses d'action sociale par habitant en 2012 (en €/).

Le département est compétent pour gérer le service d'aide sociale venant en aide aux enfants et aux familles en difficulté (art. L 123-1 CASF). À ce titre, le président du conseil départemental délivre l'autorisation de création et de transformation et assure le contrôle et la surveillance des établissements et services accueillant des enfants de moins de 6 ans (crèches, haltes garderies, centres de vacances, centres de loisirs, garderies, etc.) . En outre, le président du conseil départemental est compétent pour accorder l'agrément nécessaire à l'adoption d'un enfant, mais aussi l'agrément permettant d'exercer la profession d'assistant maternel ou d'assistant familial. Cette dernière profession permet à des personnes d'accueillir à leur domicile des mineurs ayant fait l'objet d'une mesure de placement. En matière de protection de l’enfance, le département intervient dans les domaines suivants : aide sociale à l’enfance, prise en charge des mineurs en danger, recueil des informations préoccupantes, protection maternelle et infantile, possibilité de prise en charge des jeunes majeurs.
Le département intervient également dans le domaine sanitaire et médico-social. Il doit tout d'abord s'occuper de l'accès aux soins des personnes démunies, âgées ou handicapées (par le biais des allocations APA et de la MDPH). Les missions de protection maternelle et infantile (PMI), pour les femmes enceintes et les jeunes enfants sont également assurées par des services départementaux. Le département a longtemps dû prendre en charge les campagnes de prévention et de dépistage des maladies, ainsi que celles de vaccination publique. Cependant, en 2004, ces compétences ont été réattribuées à l'État.

#### Voirie
Le département est propriétaire du réseau routier départemental. À ce titre, il en assure l'entretien, la gestion (classement, déclassement, etc) et son amélioration. En application de la loi du 13 août 2004, certaines parties des routes nationales, dites d'intérêt local, ont été transférées aux départements depuis le 1er janvier 2006. À ce titre, les services ou parties de services des directions départementales de l'équipement (DDE) intervenant antérieurement sur ce réseau routier dit d'intérêt local ont été transférés aux départements à compter de 2006.

#### Transports
Depuis la loi Notre, le département n'a gardé qu'une compétence résiduelle en matière de transport: le transport scolaire des élèves handicapés. 

#### Éducation
Le département prend en charge la construction, l'extension et l'équipement des collèges dont il est devenu propriétaire depuis la loi du 22 juillet 1983 (Acte I de la décentralisation). Depuis la loi du 13 août 2004 (acte II de la décentralisation), le personnel technique des collèges (hors personnels d'enseignement et de direction) a été placé en situation de « mise à disposition » du conseil général pour une période de deux ans. Au terme de ce délai, ils ont opté pour leur intégration dans un cadre d’emploi spécifique de la fonction publique territoriale ou choisi de rester en position de détachement pour une durée illimitée. 

#### Culture et tourisme
Le département prend également en charge les services de bibliothèques départementales et des archives départementales.

### Compétences partagées
Dans son rapport sur le projet de loi qui devait aboutir à la révision constitutionnelle du 28 mars 2003, M. René Garrec dressait un constat largement partagé : « La logique initiale, fondée sur une répartition des compétences par blocs associée à l’absence de tutelle d’une collectivité sur l’autre, a été perdue de vue. À la clarification des compétences s’est substituée une autre logique, celle de la cogestion, avec pour conséquence la multiplication des partenariats. ». Ce même constat est fait en 2011 par M. Lefèvre : « s'il s'est toujours prononcé clairement pour une répartition par blocs, le législateur n'a jamais officiellement choisi parmi les formes qu'elle pouvait prendre : compétences exclusives, non exclusives, partagées... Faute de choix clair, la logique des blocs ne pouvait avoir d'objectifs clairs ». Ainsi il ressort que malgré les attributions par la loi, de nombreuses compétences sont partagées entre plusieurs collectivités, particulièrement dans les domaines de l'aménagement du territoire, du tourisme et de la culture.
Pour résoudre cet enchevêtrement, la réforme de 2010 pose des principes de clarification des compétences : exclusivité en principe de l’exercice des compétences, possibilité de délégation de compétences à une collectivité d’une autre catégorie, élaboration d’un schéma d’organisation des compétences et de mutualisation des services entre une région et les départements qui y sont inclus, limitation des financements croisés . 
Dans cette continuité, la loi du 27 janvier 2014 de modernisation de l'action publique territoriale et d'affirmation des métropoles tente également de rationaliser l'exercice des compétences enchevêtrées en faisant davantage appel à la notion de chef de file. Les départements sont dès lors reconnus chefs de file dans les domaines suivants : 
- action sociale, développement social et contribution à la résorption de la précarité énergétique
- autonomie des personnes
- solidarité des territoires[51].

| Domaine de compétence                             | Régions | Départements                                                                                    | Secteur communal                                                                                 |
| ------------------------------------------------- | --- | ----------------------------------------------------------------------------------------------- | ------------------------------------------------------------------------------------------------ |
| Développement économique                          | Rôle de chef de file - Aides directes et indirectes                                                                                      | Aides économiques à objet spécifique (cinéma, lutte contre l'incendie…)                         | Aides indirectes                                                                                 |
| Formation professionnelle, apprentissage          | Rôle de chef de file - Définition de la politique régionale et mise en œuvre                                                             |                                                                                                 |                                                                                                  |
| Emploi et insertion professionnelle               | | Insertion professionnelle dans le cadre du RSA                                                  |                                                                                                  |
| Emploi et insertion professionnelle               | Recrutements - possibilité contrats aidés favorisant insertion                                                                           | Recrutements - possibilité contrats aidés favorisant insertion                                  | Recrutements - possibilité contrats aidés favorisant insertion                                   |
| Enseignement                                      | Lycées (bâtiments, restauration, TOS) | Collèges (bâtiments, restauration, TOS)                                                         | Écoles (bâtiments, restauration)                                                                 |
| Culture, vie sociale, jeunesse, sports et loisirs | Culture (patrimoine, éducation, création, bibliothèques, musées, archives)                                                               | Culture (éducation, création, bibliothèques, musées, archives)                                  | Culture (éducation, création, bibliothèques, musées, archives)                                   |
| Culture, vie sociale, jeunesse, sports et loisirs | | Enfance (crèches, centres de loisirs)                                                           |                                                                                                  |
| Culture, vie sociale, jeunesse, sports et loisirs | Sport (subventions) | Sport (équipements et subventions)                                                              | Sport (équipements et subventions)                                                               |
| Culture, vie sociale, jeunesse, sports et loisirs | Tourisme | Tourisme                                                                                        | Tourisme                                                                                         |
| Action sociale et médico-sociale                  | | Rôle de chef de file - Organisation (PMI ASE) et prestations (Revenu de solidarité active, APA) | Action sociale facultative (CCAS)                                                                |
| Urbanisme                                         | |                                                                                                 | Rôle de chef de file en matière d'aménagement de l'espace - PLU, SCOT, permis de construire, ZAC |
| Aménagement du territoire                         | Schéma régional d'aménagement et de développement durable du territoire (élaboration)                                                    | Schéma régional (avis, approbation)                                                             | Schéma régional (avis, approbation)                                                              |
|                                                   | CPER |                                                                                                 |                                                                                                  |
| Environnement                                     | Espaces naturels | Espaces naturels                                                                                | Espaces naturels                                                                                 |
| Environnement                                     | Parcs naturels régionaux |                                                                                                 |                                                                                                  |
| Environnement                                     | | Déchets (plan départemental)                                                                    | Déchets (collecte, traitement)                                                                   |
| Environnement                                     | Eau (participation au SDAGE) | Eau (participation au SDAGE)                                                                    | Eau (distribution, assainissement)                                                               |
| Environnement                                     | | Énergie (distribution)                                                                          |                                                                                                  |
| Grands équipements                                | Ports fluviaux | Ports maritimes, de commerce et de pêche                                                        | Ports de plaisance                                                                               |
| Grands équipements                                | Aérodromes | Aérodromes                                                                                      | Aérodromes                                                                                       |
| Voirie                                            | Schéma régional | Voies départementales                                                                           | Voies communales                                                                                 |
| Transports                                        | Transports ferroviaires régionaux - chef de file sur l'intermodalité des transports. Transports routiers et scolaires hors milieu urbain | Transports des élèves handicapés                                                                | Transports urbains et scolaires                                                                  |
| Communication                                     | Gestion des réseaux | Gestion des réseaux                                                                             | Gestion des réseaux                                                                              |
| Logement et habitat                               | Financement | Financement, parc et aides (FSL), plan et office de l'habitat                                   | Financement, parc et aides. PLH                                                                  |
| Sécurité                                          | |                                                                                                 | Police municipale                                                                                |
| Sécurité                                          | Circulation | Circulation et stationnement                                                                    |                                                                                                  |
| Sécurité                                          | Prévention de la délinquance | Prévention de la délinquance                                                                    |                                                                                                  |
| Sécurité                                          | Incendie et secours |                                                                                                 |                                                                                                  |

## Moyens pour l'action départementale
Pour mettre en œuvre les compétences qui leur sont attribuées, les collectivités territoriales doivent disposer de moyens humains et financiers, dont certains ont été transférés par l'État lors des vagues successives de décentralisation. À cela s'ajoutent différents instruments juridiques parmi lesquels figurent les services publics locaux, les contrats et les conventions qui permettent, pour certains d'entre eux, d'organiser la répartition des compétences entre les différents niveaux d'administration. De plus, pour mener à bien leurs missions, les collectivités territoriales peuvent avoir recours à des sociétés, qu'il s'agisse de sociétés d'économie mixte locales, ou de sociétés publiques locales créées en 2010.

### Moyens financiers

Répartition des dépenses des départements (hors investissements) en 2011.

Situation financière des départements en 2012.

En 2012, le budget des départements atteint 71,4 milliards d'euros (Mrd €), soit 32 % du budget total des collectivités territoriales et de leurs groupements à fiscalité propre. Celui des régions est de 28 Mrd € et celui du bloc communal à 126,6 Mrd €. 
La crise financière de 2009, avec la forte chute des droits de mutation qui en a résulté (- 26,4 %), a mis en évidence la fragilité de la situation financière des départements, attributaires d’une part prépondérante de ces droits, alors même que la loi du 13 août 2004 relative aux libertés et aux responsabilités locales renforçait leur action dans le domaine social. La situation d’ensemble reste très tendue car la croissance des dépenses d’aide sociale à la charge des départements est liée à la situation du marché du travail, laquelle se détériore sensiblement depuis mi 2011. Pour répondre à cette difficulté, l'article 48 de la Loi de finances rectificative 2012 a prévu un fonds de soutien aux départements doté de 170 M€ prélevés sur les ressources de la Caisse nationale de solidarité pour l'autonomie (CNSA),. La réduction des dotations aux collectivités locales, prévue à hauteur de 750 M€ en 2014, puis 750 M€ en 2015 dans le cadre de la loi de programmation des finances publiques 2012-2017, a été portée à 1,5 milliard d’euros pour chacune des deux années 2014 et 2015, afin de financer le crédit d’impôt compétitivité emploi. Ces dispositions vont contribuer à aggraver la situation déjà critique des départements, sans mesure compensatoire.
| Nature des comptes (en milliards d'euros)     | Départements | Départements | Départements | Départements | Départements | Départements | Départements | Départements | Départements | Départements | Départements | Départements | Bloc communal | Régions | Ensemble |
| Nature des comptes (en milliards d'euros)     | 2001         | 2002         | 2003         | 2004         | 2005         | 2006         | 2007         | 2008         | 2009         | 2010         | 2011         | 2012*        | 2012          | 2012    | 2012     |
| --------------------------------------------- | ------------ | ------------ | ------------ | ------------ | ------------ | ------------ | ------------ | ------------ | ------------ | ------------ | ------------ | ------------ | ------------- | ------- | -------- |
| Dépenses totales                              | 37,34        | 40,2         | 43,28        | 51,72        | 54,29        | 58,35        | 62           | 65,39        | 68,48        | 68,38        | 69,6         | 71,35        | 126,6         | 27,92   | 225,9    |
| Recettes totales                              | 37,03        | 40,4         | 43,82        | 51,28        | 54,42        | 58,93        | 61,39        | 64,91        | 68,3         | 68,81        | 70,37        | 70,95        | 126,6         | 27,54   | 227,1    |
| Dépenses réelles de fonctionnement            | 24,26        | 27,12        | 29,71        | 37,43        | 39,29        | 42,22        | 45,37        | 48,63        | 51,03        | 52,86        | 54,34        | 56,03        | 94,5          | 17,16   | 157,6    |
| * dont personnel                              | 4,47         | 4,82         | 5,21         | 6,13         | 6,56         | 7,07         | 8,33         | 9,93         | 10,67        | 10,96        | 11,17        | 11,46        | 40,3          | 2,97    | 54,7     |
| * dont transferts versés                      | 13,62        | 15,83        | 17,84        | 25,19        | 26,54        | 28,59        | 30,16        | 31,37        | 33,04        | 34,63        | 35,76        | 37,09        | 15,04         | 11,49   | 63,63    |
| Recettes de fonctionnement                    | 32,48        | 34,99        | 37,77        | 45,1         | 47,6         | 51,55        | 54,34        | 56,34        | 57,28        | 60,61        | 63,2         | 63,66        | 102,9         | 22,5    | 189      |
| Épargne brute                                 | 8,22         | 7,87         | 8,06         | 7,67         | 8,31         | 9,33         | 8,97         | 7,71         | 6,25         | 7,75         | 8,86         | 7,63         | 18,4          | 5,35    | 31,4     |
| Dépenses réelles d’investissement             | 13,08        | 13,08        | 13,58        | 14,29        | 15           | 16,13        | 16,64        | 16,76        | 17,45        | 15,52        | 15,26        | 15,33        | 42,1          | 10,76   | 68,2     |
| Dépenses d’investissement hors remboursements | 10,4         | 10,5         | 10,91        | 11,73        | 12,13        | 12,93        | 14,21        | 14,36        | 14,5         | 12,47        | 12           | 11,87        | 3,2           | 5,37    | 13,2     |
| * dont subventions d’équipement               | 3,92         | 3,79         | 3,88         | 4,42         | 4,52         | 4,81         | 5,38         | 5,5          | 5,53         | 4,74         | 4,64         | 4,64         | 29,5          | 2,79    | 39,1     |
| * dont équipement                             | 6,09         | 6,33         | 6,66         | 6,9          | 7,3          | 7,76         | 8,33         | 8,54         | 8,59         | 7,44         | 6,97         | 6,76         | 29,52         | 2,79    | 39,07    |
| Recettes d’investissement hors emprunts       | 2,61         | 2,77         | 2,93         | 2,8          | 2,78         | 3,24         | 3,21         | 3,29         | 4,59         | 3,39         | 3,27         | 3,16         | 14,99         | 1,95    | 20,1     |
|                                               |              |              |              |              |              |              |              |              |              |              |              |              |               |         |          |
| Dépenses totales pour les collèges            | 3,18         | 3,32         | 3,49         | 3,21         | 3,35         | 3,41         | 3,9          | 4,28         | 4,49         | 4,3          | 4,28         | 4,19         |               |         |          |
| Dépenses de fonctionnement d’aide sociale     | 13,71        | 15,66        | 17,55        | 24,61        | 25,93        | 27,75        | 29,2         | 30,39        | 32,05        | 33,68        | 34,89        | 35,95        |               |         |          |
|                                               |              |              |              |              |              |              |              |              |              |              |              |              |               |         |          |
| Dette totale au 31/12                         | 18,67        | 18,73        | 17,36        | 18,16        | 19,26        | 20,48        | 21,9         | 24,76        | 28,25        | 30,02        | 30,39        | 31,05        | 82,3          | 19,11   | 132,5    |

#### Dépenses
Le principal poste de dépenses de fonctionnement est celui consacré à l'aide sociale. Depuis l’Acte I de la décentralisation, les départements exercent une compétence générale en matière d’action sociale : aide sociale à l’enfance, aux personnes âgées et aux adultes handicapés, protection maternelle et infantile, service social départemental. À cette compétence sont venues s'ajouter de multiples autres : le versement du revenu minimum d’insertion (RMI) en 1988, la prestation spécifique dépendance (PSD) en 1997, l’allocation personnalisée d'autonomie (APA), créée par la loi du 20 juillet 2001 en remplacement de la PSD, le versement du revenu minimum d'activité (RMA) en 2003, la prestation de compensation du handicap (PCH) en 2005, la réforme de la protection de l'enfance en 2007,  le revenu de solidarité active (RSA) expérimenté en 2008 et généralisé en 2009. La part des dépenses sociales dans les budgets des départements a ainsi continuellement progressé. En 2011, les dépenses d’intervention, constituées pour une large part de ces prestations sociales, représentaient 51,3 % des dépenses totales des départements et 65 % de leurs dépenses de fonctionnement contre respectivement 41 % et 58,7 % en 2003. Les dépenses sociales en euros courants ont doublé entre 2003 et 2011 tandis que les dépenses de fonctionnement dans leur ensemble progressaient de 79 % sur la même période. Les dépenses au titre du RMI/RSA ont été multipliées par 11,6 sur la période, celles correspondant à l’APA ont augmenté de 64 %.
Le deuxième poste de dépenses le plus important est celui du personnel. Entre 2003 et 2011, la masse salariale en euros courants a augmenté de 115 %, passant de 5,2 Mrd € à 11,2 Mrd €. Cette croissance s’explique en grande partie par l’effet des transferts de personnels en provenance de l'État, en lien avec la décentralisation des compétences résultant de la loi du 13 août 2004. Ces mouvements représentent environ 80 000 emplois.

#### Recettes
La structure des recettes de fonctionnement des départements a fortement évolué en raison des modalités retenues pour le financement des transferts de compétences et de l’impact de la réforme de la fiscalité locale qui a accompagné la suppression de la taxe professionnelle. La décentralisation du RMI/RMA, à compter du 1er janvier 2004, a ainsi été compensée par l’attribution aux départements d’une part de la taxe intérieure de consommation sur les produits pétroliers (TIPP) (devenue Taxe intérieure de consommation sur les produits énergétiques (TICPE° en 2011) sous la forme d’une fraction de tarif. La compensation de la prise en charge de l’allocation de parent isolé, désormais incluse dans le « RSA socle », est intervenue sous la forme du transfert d'une nouvelle fraction de TIPP. De la même manière, les transferts de compétences résultant de la loi du 13 août 2004 ont été financés par une fraction de taux de la taxe spéciale sur les conventions d'assurances (TSCA) afférentes aux véhicules terrestres à moteur.
| Recettes de fonctionnement (en Mrd €)        | 2001  | 2002  | 2003  | 2004  | 2005  | 2006  | 2007  | 2008  | 2009  | 2010  | 2011  | 2012  |
| -------------------------------------------- | ----- | ----- | ----- | ----- | ----- | ----- | ----- | ----- | ----- | ----- | ----- | ----- |
| Total recettes                               | 32,48 | 34,99 | 37,77 | 45,1  | 47,6  | 51,55 | 54,34 | 56,34 | 57,28 | 60,61 | 63,2  | 63,66 |
| * dont impôts et taxes                       | 19,07 | 19,78 | 21,04 | 27,53 | 30,83 | 33,12 | 35,05 | 36,57 | 37,4  | 40,38 | 41,43 | 41,99 |
| * impôts locaux                              | 13,8  | 14,21 | 15,06 | 15,75 | 16,91 | 18,4  | 19,02 | 19,92 | 21,94 | 22,56 | 18,62 | 19,32 |
| * autres impôts indirects et taxes           | 5,27  | 5,57  | 5,97  | 11,78 | 13,92 | 14,72 | 16,03 | 16,65 | 15,46 | 17,82 | 22,81 | 22,67 |
| dont droits de mutation                      | 3,42  | 4,08  | 4,9   | 5,65  | 6,5   | 7,39  | 7,84  | 7,19  | 5,22  | 7,07  | 8,61  | 7,96  |
| dont TICPE                                   | -     | -     | -     | 4,89  | 5,29  | 5,04  | 4,94  | 5,15  | 5,78  | 6,19  | 6,53  | 6,54  |
| dont TSCA                                    | -     | -     | -     | -     | 1,04  | 1,17  | 2,09  | 3,05  | 3,13  | 3,21  | 6,25  | 6,63  |
| * dont concours de l'État                    | 8,7   | 10,01 | 11,02 | 12,9  | 12,41 | 12,93 | 13,2  | 13,32 | 13,44 | 13,73 | 15    | 14,99 |
| * dont DGF                                   | 8,18  | 8,8   | 9,04  | 11,32 | 10,84 | 11,32 | 11,6  | 11,85 | 12,08 | 12,15 | 12,21 | 12,21 |
| * dont péréquation et compensations fiscales | n.d.  | n.d.  | n.d.  | 1,17  | 1,2   | 1,17  | 1,17  | 1,04  | 0,93  | 1,16  | 2,36  | 2,36  |

#### Dette et santé financière des départements
Les dépenses d'investissements (15,3 Mrd € en 2012 pour les départements) sont financées pour partie par l'excédent de fonctionnement (marge brute), par des recettes d'investissements et par le recours à l'emprunt. Chaque année les collectivités s’acquittent de montants de remboursements en capital des dettes contactées par le passé, augmentés des intérêts correspondants, mais elles ont aussi recours à de nouveaux emprunts. La nature de la différence entre ces deux flux conduit à une augmentation ou une diminution de l'encours de la dette. 
La capacité de désendettement (encours de dette / épargne brute) est un indicateur qui permet d'évaluer la situation financière d'une collectivité. Il permet en particulier d'évaluer si la collectivité est en mesure de rembourser sa dette. En 2011, ce taux était de 3,4 ans (30,39 / 8,86) et en 2012 de 4,1 ans (31,05 / 7,63), ce qui est un bon indicateur. Néanmoins il s'agit d'une moyenne et de profondes disparités existent entre départements. Ainsi en 2011 le ratio était-il inférieur à un an pour sept départements et supérieur à huit ans pour cinq d’entre eux. Si l’on compare les départements qui cumulent à la fois les dépenses sociales les plus élevées et les droits de mutation les plus faibles (en euro par habitant dans les deux cas), il est possible d’identifier 11 collectivités présentant une structure budgétaire potentiellement fragile. Parmi ceux-ci, cinq se caractérisent, en plus, par un ratio de désendettement élevé (supérieur à huit), laissant à penser que leur situation financière pourrait se dégrader très rapidement en cas de chute du marché immobilier ou de nouvelle dégradation de l'activité.

### Moyens humains

Évolution des dépenses de personnels des collectivités locales de 1996 à 2012.

Au 31 décembre 2012, les effectifs départementaux s'élevaient à 294 543 agents, soit 15,8 % de l'ensemble de la fonction publique territoriale (FPT). Ces effectifs ont connu une très forte augmentation entre 2005 et 2012, passant de 193 800 à 294 543, soit une augmentation de 52 % en 7 ans pendant que parallèlement les effectifs de l'ensemble de la FPT n'augmentaient que de 19 %. Cette croissance s'explique en grande partie par l'effet des transferts de personnels en provenance de l'État, en lien avec la décentralisation des compétences résultant de la loi du 13 août 2004. Ces mouvements représentent environ 80 000 emplois. La loi du 13 août 2004 a en effet confié aux départements, tout d'abord, le recrutement et la gestion du personnel technique, ouvriers et de service (TOS) relevant du ministère de l'éducation nationale et exerçant leurs missions dans les collèges : les effectifs concernés ont représenté 45 075 ETP. En second lieu, du personnel du ministère de l'équipement, a également été transféré au 1er janvier 2007, représentant 30 590 ETP puis les parcs de l’équipement en 2010 et 2011, pour 643 ETP. Le solde provient des ministères chargés de la santé et de l'agriculture. Les opérations étaient pour l’essentiel achevées à la fin de l’année 2010.
|                                |                          | 2001   | 2002   | 2003   | 2004   | 2005   | 2006   | 2007   | 2008   | 2009   | 2010   | 2011   | 2012   |
| ------------------------------ | ------------------------ | ------ | ------ | ------ | ------ | ------ | ------ | ------ | ------ | ------ | ------ | ------ | ------ |
| Fonction publique territoriale | Ensemble                 | 1362,4 | 1417,1 | 1473,8 | 1524,7 | 1563,5 | 1611,7 | 1703,8 | 1769,8 | 1806,5 | 1811   | 1830,7 | 1862,4 |
| Fonction publique territoriale | Ensemble hors transferts | 1362,4 | 1417,1 | 1473,8 | 1524,7 | 1563,5 | 1608   | 1644,4 | 1652,8 | 1673,5 | 1675,9 | 1695,6 | 1727,3 |
| Conseils généraux              | Ensemble                 | 171,9  | 178,8  | 185,1  | 189,7  | 193,8  | 206    | 238,5  | 277,1  | 289    | 290,5  | 292,5  | 294,5  |
| Conseils généraux              | Ensemble hors transferts | 171,9  | 178,8  | 185,1  | 189,7  | 193,8  | 204,4  | 208    | 208,9  | 211,3  | 211,4  | 213,4  | 215,4  |

L'effectif moyen d'un conseil général varie de 1 337 pour les départements de moins de 300 000 habitants à 5 621 pour ceux de plus de 800 000 habitants. Le nombre moyen d'agents départementaux pour mille habitants varie quant à lui de 4,3 à 6,7.
| Strate démographique du département             | Nombre de collectivités au 31 décembre 2012 | Nombre de collectivités au 31 décembre 2012 | Effectifs moyens par collectivité | Effectifs moyens par collectivité | Taux d'administration (pour 1 000 habitants) | Taux d'administration (pour 1 000 habitants) |
| Strate démographique du département             | Conseils généraux                           | Établissements départementaux               | Conseils généraux                 | Établissements départementaux     | Conseils généraux                            | Établissements départementaux**              |
| ----------------------------------------------- | ------------------------------------------- | ------------------------------------------- | --------------------------------- | --------------------------------- | -------------------------------------------- | -------------------------------------------- |
| Moins de 300 000 habitants                      | 25                                          | 49                                          | 1 337                             | 103                               | 6,7                                          | 1                                            |
| De 300 000 à 499 999 habitants                  | 24                                          | 49                                          | 2 078                             | 200                               | 5,5                                          | 1,1                                          |
| De 500 000 à 799 999 habitants                  | 25                                          | 51                                          | 2 757                             | 336                               | 4,3                                          | 1,1                                          |
| De 800 000 habitants et plus                    | 25                                          | 44                                          | 5 621                             | 770                               | 4,3                                          | 1                                            |
| Ensemble des départements hors Mayotte et Paris | 99                                          | 193                                         | 2 957'                            | 341                               | 4,7                                          | 1,1                                          |

### Moyens juridiques

#### Services publics locaux
L'existence de certains services publics locaux est imposée par les textes. Tel est le cas du service de l'aide sociale à l'enfance (ASE) prévu par l'article L. 221-1 du Code de l'action sociale et des familles, service dont les départements se doivent d'assurer la mise en œuvre. Dans la mesure où l'aide sociale est un droit pour toute personne qui remplit les conditions légales d'attribution, le département ne peut se soustraire à ses obligations en la matière. Il s'agit par ailleurs d'une dépense obligatoire: le représentant de l'État peut donc saisir la chambre régionale et territoriale des comptes afin de demander son inscription d'office au budget de la collectivité si le département n'a pas inscrit les sommes nécessaires à son budget.
Par ailleurs en vertu de leur clause générale de compétence, les départements, à l'instar des autres collectivités territoriales, avaient la possibilité de créer des services publics locaux facultatifs sous réserve que cette intervention réponde à un intérêt public local, et ne méconnaisse pas le principe de la liberté du commerce et de l'industrie. Ils  bénéficient d'une liberté relative pour définir le mode de gestion de leurs services publics locaux, certains services devant être assurés par la collectivité elle-même.

##### Régies locales
Le département peut choisir de prendre en charge directement l'activité par le biais de la gestion en régie, qu'il s'agisse d'une régie directe ou autonome. La première ne dispose pas de la personnalité morale et ne fait l'objet d'aucune individualisation par rapport à la collectivité. La seconde bénéficie, quant à elle, d'un budget autonome sans toutefois se voir reconnaître la personnalité morale. Certains services de transports, médiathèques ou laboratoires départementaux sont organisés sous la forme de régies.

##### Établissement public
Outre la gestion en régie, les collectivités territoriales peuvent confier une mission de service public à un établissement public qu’il soit à caractère administratif (EPA) ou à caractère industriel et commercial (EPIC). Les services départementaux d'incendie et de secours (SDIS)relèvent de la première catégorie. 
De même, dans le domaine de l’assistance aux communes en ingénierie, les départements mettent en place des agences départementales, qui relèvent également de cette catégorie. L’art. L. 5511-1. du code général des collectivités territoriales précise en effet que : « le département, des communes et des établissements intercommunaux peuvent créer entre eux un établissement public dénommé agence départementale. Cette agence est chargée d'apporter, aux collectivités territoriales et aux établissements publics intercommunaux du département qui le demandent, une assistance d'ordre technique, juridique ou financier ». C’est par exemple le cas pour les agences de la Haute-Saône ou de la Dordogne créées en 2011 ou de celle du Finistère créée en mars 2014.

#### Recours au contrat

##### Conventions liées à la répartition des compétences et des moyens
Un premier type de conventions est celles liées à la répartition des compétences et des moyens. Tout nouveau transfert de compétences doit en effet s'accompagner de moyens financiers, mais aussi du transfert des services correspondants à l'exercice de la compétence concernée. Ce transfert est organisé par la voie contractuelle, étant précisé que les services concernés peuvent ne pas être transférés, mais simplement mis à disposition de la collectivité. En outre, plusieurs textes prévoient que, par conclusion d'une convention avec l'État, une collectivité territoriale peut exercer une compétence appartenant normalement à l'État. La loi du 27 janvier 2014 de modernisation de l'action publique territoriale et d'affirmation des métropoles indique par exemple que, par convention, l'État peut déléguer aux métropoles l'attribution des aides au logement locatif social, ou encore, la garantie du droit à un logement décent et indépendant. La conclusion de convention permet ainsi d'organiser des transferts facultatifs de compétences.

##### Délégations de service public
La mise en œuvre des compétences dévolues aux collectivités territoriales peut reposer sur la conclusion de contrats visant à transférer la gestion d'une activité de service public à une personne privée par le biais d'une délégation de service public. Plusieurs types de contrats de délégation de service public peuvent être conclus :
- La concession, en application de la loi no 2005-809 du 20 juillet 2005, permet de confier au concessionnaire la prise en charge des investissements nécessaires au service public. En contrepartie le concessionnaire se rémunère sur les résultats d'exploitation du service public en percevant des redevances sur les usagers. La durée de la concession tient compte, par ailleurs, du temps nécessaire à l'amortissement des investissements. Les départements ont recours aux contrats de concessions essentiellement dans le cadre de leurs compétences en matière d'aménagement[121] ;
- L'affermage, contrat par lequel le délégataire exploite des infrastructures que les collectivités mettent à sa disposition. Il sera également rémunéré par les résultats de l'exploitation de l'activité grâce à des redevances perçues sur les usagers. Le concédé, appelé fermier, reverse à la personne publique une redevance, appelée surtaxe, destinée à contribuer à l’amortissement des investissements qu’elle a réalisés[122]. La gestion de la restauration publique dans les collèges est souvent faite par voie d'affermage ;
- Les régies intéressées dans le cadre desquelles les délégataires sont rémunérés directement par la collectivité, et non par les usagers, étant précisé qu'une part de la rémunération est tout de même indexée sur les résultats de l'exploitation de l'activité[123]. Le Conseil général de la Somme a par exemple préféré confier la gestion du réseau haut débit en régie intéressée à France Telecom à une solution de partenariat public-privé[124].

##### Marchés publics
Les  départements peuvent également conclure des marchés publics de travaux ou de services. Un marché public peut ainsi être conclu pour la gestion d'un service public, la différence avec la délégation résidant dans le critère du risque financier. Dans le cadre d'un marché public, le cocontractant de la collectivité est rémunéré par un prix fixé dans le contrat ; dans l'hypothèse d'une délégation, le cocontractant est rémunéré en fonction des résultats de l'exploitation, il supporte donc un risque financier lié aux aléas de l'exploitation. Les marchés publics sont soumis aux règles du code de la commande publique, règles qui sont plus contraignantes en matière de procédure de passation afin de garantir le respect de la libre concurrence.

##### Marchés de partenariat
Créés par l’ordonnance du 17 juin 2004, les contrats de partenariat public-privé (PPP) sont des contrats globaux, qui permettent l’association, de manière durable, d’un ou plusieurs entrepreneurs privés à la construction, à l’entretien et à la gestion d’un ouvrage public,. Les départements utilisent surtout les PPP pour la construction de bâtiments départementaux (collèges, centres de secours ou gendarmeries) en y incluant divers services comme l’entretien des locaux. Le département du Loiret fut l’un des premiers à exploiter la formule du contrat de partenariat. Sur la période 2006-2012, cinq contrats signés ou en projet ont été recensés, portant au total sur la construction ou reconstruction de neuf collèges, d’une salle polyvalente et de douze centres d'incendie et de secours. De son côté, le conseil général de Tarn-et-Garonne a eu recours au PPP pour la construction et l’exploitation d’un ouvrage d’art : le nouveau pont de Verdun-sur-Garonne, un cas unique jusqu’à présent.
Le PPP est un type de contrat qui, après 10 ans d’expérience, s’avère néanmoins, selon plusieurs études publiées en 2014, dangereux pour les collectivités.
Les contrats de partenariat ont été remplacés par des marchés de partenariats avec l'ordonnance n° 2015-899 du 23 juillet 2015 relative aux marchés publics ; ils sont maintenant régis par le code de la commande publique. 

##### Contrats de recrutement d’agents publics
Le recours au contrat dans la fonction publique territoriale est également possible dans les cas suivants :
- pour le remplacement d'un fonctionnaire en congé maladie, en congé maternité, ou en congé parental ;
- pour faire face à des besoins saisonniers ;
- lorsqu'il n'existe pas de cadre d'emploi dans la fonction publique pour assurer les missions concernées ;
- si la nature des fonctions suppose des compétences techniques particulières s'agissant des emplois de catégorie A ;
- lorsqu'il s'agit d'un emploi fonctionnel (c'est-à-dire d'un emploi de direction), ou d'un emploi de collaborateur de cabinet.

Depuis la loi du 3 août 2009 relative à la mobilité et aux parcours professionnels (loi no 2009-972), les collectivités peuvent également recourir à l'intérim, sous réserve de consulter au préalable le centre de gestion afin de s'assurer qu'aucun agent territorial n'est disponible pour effectuer la mission temporaire.

#### Sociétés commerciales

##### Société d’économie mixte (SEM)
Les départements peuvent s'associer à une ou plusieurs personnes privées pour créer une société d’économie mixte (SEM) dans l'objectif de mener des actions d'aménagement, de construction, pour exploiter un service public industriel et commercial, ou pour toute autre activité d'intérêt général (article L. 1521-1 du CGCT. Quelques départements ont choisi le statut de Sem pour accomplir les missions relevant du domaine de l'action économique : la Vendée avec Vendée Expansion, le Lot avec Lot développement aménagement (LDA) et la Haute-Saône avec Action 70. De même le champ du médico-social est large et pose des enjeux sociétaux, financiers et économiques guidés par l’intérêt général et vis-à-vis desquels certains organismes ont été créés. C’est ainsi le cas de Lot Aide à Domicile, Sem créée par le Conseil général du Lot afin d’assurer les prestations d’aides à domicile.

##### Société publique locale (SPL)
Créées par la loi du 28 mai 2010 pour le développement des sociétés publiques locales sont des sociétés anonymes, compétentes pour réaliser des opérations d'aménagement, des opérations de construction, pour gérer un service public industriel et commercial, ou toute autre activité d'intérêt général. (article L. 1531-1 du CGCT).  À la différence des SEM, dans lesquelles les collectivités ne détiennent qu'une partie du capital, celui des SPL est entièrement détenu par les collectivités et leurs groupements. Plusieurs SPL ont déjà été créées par les départements. Initiée par le Conseil général du Var, la Spl ID 83 apporte par exemple l'appui de spécialistes aux petites et moyennes communes rurales pour « mettre en œuvre leur politique publique » et « les aider dans leurs difficultés administratives quotidiennes ».

## Contrôle de l'action départementale

### Contrôle de la légalité
Le contrôle de légalité des actes est prévu par l’article 72 de la Constitution de 1958, qui indique que « dans les collectivités territoriales de la République, le représentant de l'État, représentant de chacun des membres du Gouvernement, a la charge des intérêts nationaux, du contrôle administratif et du respect des lois ». Il s'agit d'un contrôle a posteriori, qui n’intervient qu'après que les actes sont devenus exécutoires. Il ne porte que sur la légalité des actes, c'est-à-dire leur conformité à l’ensemble des textes (lois, règlements…) qui leur sont applicables.
Les actes pris par les autorités départementales sont exécutoires de plein droit dès qu'il a été procédé à leur publication ou affichage ou à leur notification aux intéressés ainsi qu'à leur transmission au représentant de l'État dans le département. Pour les décisions individuelles, cette transmission intervient dans un délai de quinze jours à compter de leur signature (article L3131-1 du CGCT).
Le représentant de l'État dans le département défère au tribunal administratif les actes qu'il estime contraires à la légalité dans les deux mois suivant leur transmission, en en informant sans délai l'autorité départementale et lui communiquant toutes précisions sur les illégalités invoquées à l'encontre de l'acte concerné (article L3132-1 du CGCT). La loi du 30 juin 2000 a en outre doté le juge des référés administratifs d’un statut et créé deux nouvelles procédures :
- le « référé suspension » permet au juge d’ordonner la suspension de l’exécution d’une décision administrative lorsque l’urgence le justifie et qu’il existe un doute sérieux quant à la légalité de la décision ;
- le « référé liberté » permet au juge, lorsqu’une personne publique porte dans l’exercice de ses pouvoirs une atteinte grave et manifestement illégale à une liberté fondamentale, de prendre toutes les mesures urgentes nécessaires à la sauvegarde de la liberté en cause.

### Contrôle budgétaire
Les départements sont soumis à un contrôle budgétaire exercé par le préfet, en lien avec les chambres régionales des comptes (articles L1612-1 à L1612-20 du CGCT). L’objectif de ce contrôle est d’assurer le respect des règles applicables à l’élaboration, l’adoption et l’exécution des budgets des collectivités territoriales et de leurs établissements publics (budget primitif, budget supplémentaire, décision modificative et compte administratif). Quatre points essentiels sont contrôlés et analysés lors du contrôle budgétaire :
- la date de vote et de transmission du budget primitif[143] ;
- l’équilibre réel du budget [144]. Un budget est en équilibre réel lorsqu'il remplit les trois conditions suivantes : il doit être réalisé par section, il doit être sincère, c’est-à-dire que les recettes et dépenses doivent avoir fait l’objet d’une évaluation excluant toute majoration ou minoration fictive et enfin le remboursement de la dette en capital doit être exclusivement couvert par des recettes propres de la Commune concernée ;
- la date du vote du compte administratif et son équilibre[145] ;
- l’inscription et le mandatement d’office des dépenses[146].

### Contrôle financier
Le contrôle financier consiste à vérifier que les dépenses sont décomptées sur le bon chapitre budgétaire et que l’origine des recettes est légale. Ce contrôle est exercé par le comptable public qui ne peut en aucun cas émettre un jugement d'opportunité. En effet, il ne peut pas juger de la pertinence des choix politiques effectués par les collectivités puisqu’elles s’administrent librement et, dans le cas contraire, l’ordonnateur peut requérir le comptable c’est-à-dire le forcer à payer. Dès lors que le comptable détecte une illégalité, il rejette le paiement décidé par l’ordonnateur.
Le cadre juridique de la gestion comptable et budgétaire des départements est précisé depuis le 1er janvier 2004 dans l'instruction budgétaire et comptable M52.